# Horní Drkolná
Horní Drkolná (německy Ober-Schlagl) je zaniklá vesnice severně od Dolní Drkolné u Vyššího Brodu v okrese Český Krumlov.

## Název
Název vesnice je odvozen ze staročeského slova drkolna (trám, palice, klacek, kyj) ve významu les nebo kyjový les. Německé jméno Schlagl vychází ze slova Schlägel, což je zdrobnělina pro paseku (tj. malá paseka). V historických pramenech se název objevuje ve tvarech: Minor Plaga Gerberti (1278), Plaga Gerberti (1323), Minor Plaga (1400–1450), Schlagl Bohemicale (1530), Oberschlagl (1654), Ober-Schlegl (1720), Ober-Schlagl (1841), Schlagl horní a Ober-Schlagl (1854) a Horní Drkolná a Ober-Schlagl (1923).

## Historie
První písemná zmínka o osadě pochází z roku 1278.

## Přírodní poměry
Vesnice stávala v Šumavském podhůří na jihovýchodním úbočí vedlejšího vrcholu Herbertovského vrchu v nadmořské výšce okolo 660 metrů. Její pozůstatky se nachází v katastrálním území Dolní Drkolná o rozloze 8,69 km².

## Obyvatelstvo
|           | 1869 | 1880 | 1890 | 1900 | 1910 | 1921 | 1930 | 1950 |
| --------- | ---- | ---- | ---- | ---- | ---- | ---- | ---- | ---- |
| Obyvatelé | 56   | 42   | 52   | 46   | 58   | 60   | 61   | 3    |
| Domy      | 56   | 42   | 52   | 46   | 58   | 60   | 61   | 3    |

## Obecní správa
Při sčítání lidu v letech 1869–1930 patřila Horní Drkolná jako osada k obci Dolní Drkolná. Při sčítání lidu v roce 1950 byla osadou Studánek a v dalších letech zanikla.